# Kindgebonden budget
Het kindgebonden budget (kgb), een inkomensafhankelijke toeslag, is een Nederlandse tegemoetkoming van het ministerie van Sociale Zaken en Werkgelegenheid in de kosten voor kinderen. Het kindgebonden budget wordt uitbetaald door de Dienst Toeslagen van het ministerie van Financiën en is geregeld in de Wet op het kindgebonden budget (afgekort Wet KB of WKB), artikel 2, tweede lid, aanhef en onder a. Ouders ontvangen het kgb naast de kinderbijslag. Uit jurisprudentie van de Raad van State blijkt dat de verstrekking van toeslagen, waaronder het kindgebonden budget, niet strekt tot waarborgen van het bestaansminimum. Toeslagen behoren niet tot de sociale voorzieningen die tot doel hebben te verhinderen dat gezinnen met kinderen onder het bestaansminimum leven.
Recht op kindgebonden budget bestaat wanneer:
- Ouder(s) één of meer kinderen hebben die jonger zijn dan 18 jaar;
- De ouder(s) kinderbijslag ontvangen of voor kinderen van 16 of 17 geen kinderbijslag krijgen maar hen wel in belangrijke mate onderhouden. (Als er sprake is van co-ouderschap, ontvangt alleen de aanvrager van de kinderbijslag het kindgebonden budget.);
- De ouder(s) de Nederlandse nationaliteit bezitten of een geldige verblijfsvergunning hebben;
- Het gezamenlijke toetsingsinkomen niet hoger is dan het bedrag waarbij de uitkering nul wordt door de afbouw bij toenemend inkomen.
- Het vermogen van de ouder(s) niet te hoog is, zie vermogenstoets.

## Bedrag
Het bedrag dat een ouder of ouderpaar krijgt aan kgb, hangt af van het gezamenlijk toetsingsinkomen, van het aantal kinderen dat aan bovengenoemde voorwaarden voldoet en van de leeftijd van de kinderen. Het bedrag wordt jaarlijks bij ministeriële regeling aangepast.

## Geschiedenis
Het kindgebonden budget werd ingevoerd op 1 januari 2009 en verving de kindertoeslag (een tijdelijke regeling die alleen in 2008 van kracht was). Voor de kindertoeslag maakte het aantal kinderen in een gezin niet uit.